# Rundfunkjahr 1983

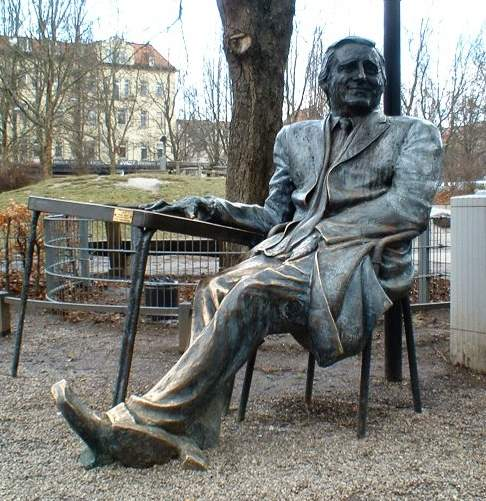
1983: Helmut Fischer wird als Franz Münchinger in der Fernsehserie Monaco Franze zum Publikumsliebling

Liste der Rundfunkjahre

◄◄ | ◄ | 1979 | 1980 | 1981 | 1982 | Rundfunkjahr 1983 | 1984 | 1985 | 1986 | 1987 | ► | ►►

Weitere Ereignisse

## Allgemein

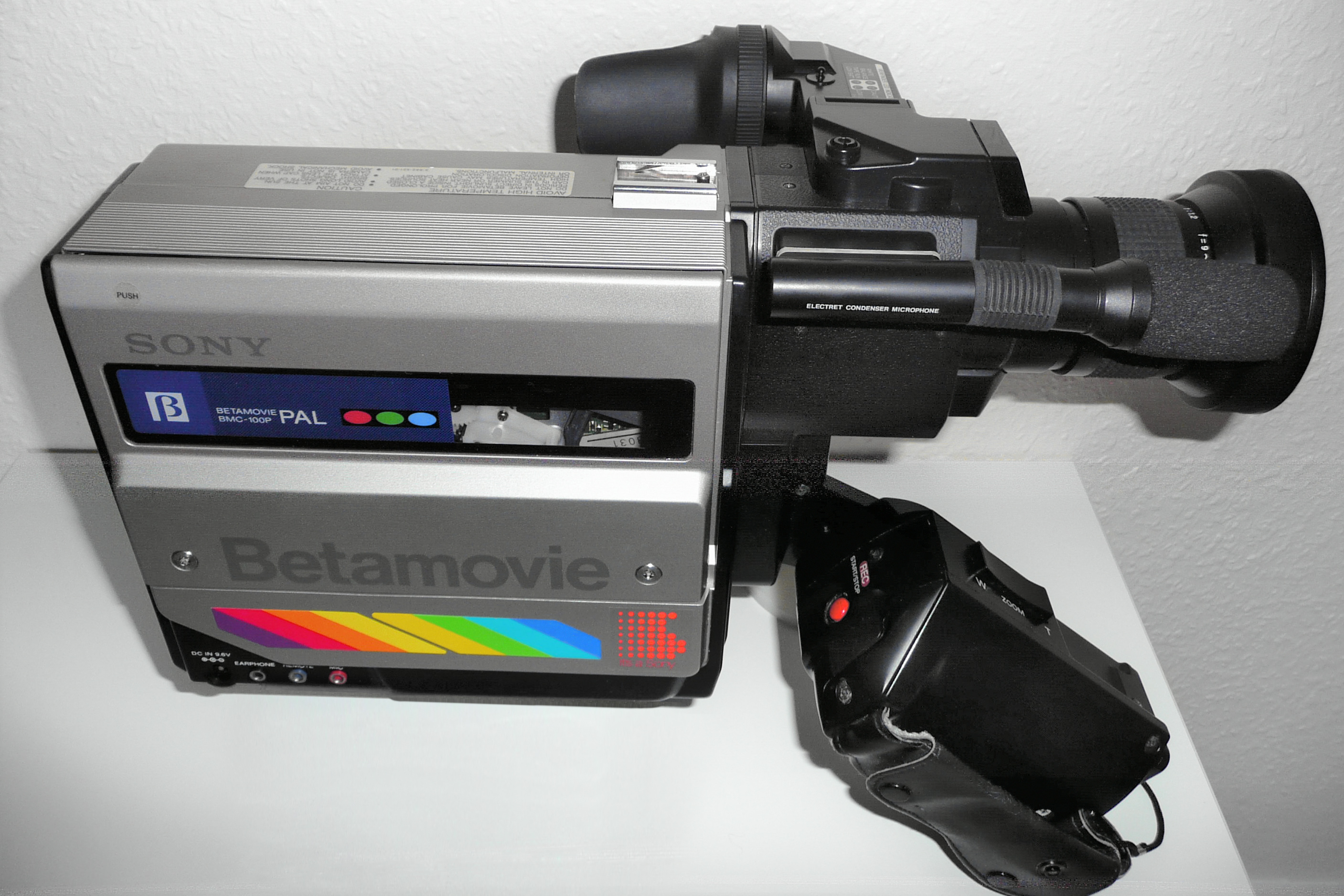
Sony Betamovie BMC-100P (1983)

- Auf verschiedenen Messen in Europa, Amerika und Japan werden die ersten Camcorder, d. h. Apparaturen, welche Videokameras mit entsprechenden Aufnahmegeräten in einem Gehäuse vereinigen, vorgestellt. Eines der ersten erhältlichen Modelle ist die Betamovie BMC-100 von Sony, auf dem Betamax-System basierend, deren Rekorderteil Videos allerdings nur aufnehmen, nicht wiedergeben kann. Ein Jahr später erscheint die JVC GR-C1, der erste vollwertige Camcorder. Das Gerät mit dem auffälligen roten Gehäuse kann die aufgenommenen Filme auch abspielen und wird 1985 durch seinen prominenten Auftritt im ersten Teil der Kino-Trilogie Zurück in die Zukunft von Robert Zemeckis verewigt.[1]
- Ron Miller, Schwiegersohn des Firmengründers, wird Generaldirektor (CEO) der Walt Disney Company. Nach einer langen Zeit des schleichenden Niedergangs seit dem Tod Walt Disneys (1966) öffnet er dem Traditionskonzern mit der Gründung von Touchstone Pictures und dem Fernsehsender Disney Channel neue Geschäftsfelder und neues Ansehen.
- 28. April – Der Stern veröffentlicht die Hitler-Tagebücher, die sich rasch als Fälschung erweisen.
- 1. September – Offizieller Start des von der Deutschen Bundespost angebotenen BTX-Dienstes.
- 21. September – In den USA wird das Motorola DynaTAC weltweit als erstes Mobiltelefon durch staatliche Regulierungsbehörden zugelassen.

## Hörfunk
- Januar – Radio Pjöngjang beginnt mit der Ausstrahlung eines deutschsprachigen Programms mittels Kurzwelle.
- 1. Januar – Start von Radio Lotus, einer vorwiegend in Hindi sendenden und von der South African Broadcasting Corporation betriebenen Hörfunkstation für in Südafrika lebende Inder.
- 17. April – Dem vom ORF produzierten und von Alfred Treiber und Reinhard Schlögel gestalteten Feature Ein treuer Diener seines Herrn und der Herr wird der Prix Futura zuerkannt.
- 11. Juni – Der von Gustav Peichl entworfene Erweiterungsbau des Wiener Funkhauses wird offiziell seiner Bestimmung übergeben.

## Fernsehen
- 4. Januar – In der ARD startet die Kindersendung Was ist was.
- 8. Januar – Erstausstrahlung der ARD-Sendung Galerie der Comics mit Manfred Schmidt.
- 17. Januar – Die BBC strahlt ihr erstes Frühstücksfernsehen aus.
- 29. Januar – Bei den 40. Golden Globes in Los Angeles werden die Fernsehserien MASH und Polizeirevier Hill Street ausgezeichnet.
- 29. Januar – Der ORF strahlt die erste Ausgabe der Fernsehhitparade Die großen 10, moderiert von Udo Huber, aus. Die Sendung stellt in dieser Zeit eine der wenigen Möglichkeiten dar, in Österreich aktuelle Musikvideos zu sehen. Neben so unterschiedlichen Titeln wie Wot vom britischen Musiker Captain Sensible oder der frühen Hip-Hop-Nummer The Message von Grandmaster Flash & the Furious Five wird in der ersten Sendung Do You Really Want to Hurt Me von Culture Club als erste Nummer 1 vorgestellt.[2]
- 12. März – Als Alternativsendung zur Sportschau startet Spiel mit Onkel Lou im ZDF.
- 19. März – Die First Lady der USA, Nancy Reagan, wirbt bei einem Gastauftritt in der US-Sitcom Diff'rent Strokes für eine Anti-Drogen-Kampagne.
- 5. April – Beim WDR startet die Musikvideosendung Formel Eins.
- 18. April – In den USA geht der Kabelsender Disney Channel auf Sendung.
- 18. April – Die Talkreihe Ganz schön mutig wird vom ZDF ausgestrahlt.
- 30. April – Das ZDF beginnt die wöchentliche Aerobicsendung Enorm in Form.
- 16. Mai – Anlässlich des 25. Geburtstages der Plattenfirma Motown führt Michael Jackson seinen Moonwalk zum ersten Mal live im Fernsehen vor.
- 14. Juni – Das ZDF zeigt die erste Folge der populärwissenschaftlichen Reihe Unser Kosmos. Die ursprünglich etwa 60 Minuten langen Episoden werden in der deutschen Bearbeitung allerdings auf etwa 43 Minuten gekürzt. Der Serienstart in Österreich erfolgt am 23. Juni.[3]
- 30. Juni – Im Deutschen Fernsehen kommt erstmals Souvenirs, Souvenirs auf Sendung.
- 23. August – Start des Farbfernsehens in Rumänien nach der in den realsozialistischen Ländern Europas üblichen, in Frankreich entwickelten SECAM-Norm.
- 15. September – Das ZDF strahlt erstmals Micky’s Trickparade aus.
- 3. Oktober – Auf France 2 ist die erste Folge der von Roland Topor und Henri Xhonneux entworfenen Kinderserie Téléchat zu sehen.
- 5. Dezember – Nach zehnjähriger Abwesenheit von der Bühne feiert der deutsche Kabarettist Wolfgang Neuss ein Comeback mit der Talkshow Leute. Gast in der ersten Ausgabe ist der Regierende Bürgermeister von Berlin, Richard von Weizsäcker. Zitat: Auf deutschen Boden darf nie wieder ein Joint ausgehen, Richie!.
- 28. Dezember – Das ausgefallene Sport-Studio beim ZDF zeigt den Sportrückblick auf das Jahr 1983.

### Serienstarts im deutschen Fernsehen
- 13. Januar – Es ist angerichtet (ARD)
- 18. Januar – Die Vogelscheuche (ZDF)
- 24. Januar – 6 Richtige (ARD)
- 26. Februar – Anna und der König von Siam (ZDF)
- 3. März – Monaco Franze (ARD)
- 14. März – Ein Colt für alle Fälle (ZDF)
- 10. April – Abenteuer Bundesrepublik (WDR)
- 12. April – Der Aufpasser (ARD)
- 15. April – Die Schlümpfe (ZDF)
- 17. April – Jenseits von Eden (ZDF)
- 24. April – Der Denver-Clan (ZDF)
- 1. Juli – Ausreißer (ARD)
- 1. August – Der Trotzkopf (ARD)
- 22. August – Der Nächste, bitte! (ARD)
- 1. September – Unsere schönsten Jahre (ZDF)
- 8. September – Falcon Crest (ARD)
- 24. September – Gestern bei Müllers (ZDF)
- 25. September – Hoffmanns Geschichten (ARD)
- 1. Oktober – Serpico (ZDF)
- 19. Oktober – Landluft (ARD)
- 20. Oktober – Hart aber herzlich (ARD)
- 3. November – Ich heirate eine Familie (ZDF)
- 12. November – Die Fraggles (ZDF)
- 4. Dezember – Neues von der Katze mit Hut (ARD)
- 25. Dezember – Diese Drombuschs (ZDF)

## Geboren
- 3. Januar – Tyra Misoux, deutsche Pornodarstellerin, Schauspielerin und Moderatorin wird in Steinfurt, Nordrhein-Westfalen geboren.
- 13. März – Moritz Bürkner, deutscher Schauspieler wird in Bonn geboren.
- 11. Mai – Holly Valance, australische Schauspielerin (Neighbours) und Sängerin wird in Melbourne geboren.
- 5. September – Georg Malcovati, deutscher Schauspieler, wird in Berlin geboren. 1998 bis 2000 ist er als Marc Börner in der Kinder- und Jugendserie Schloss Einstein zu sehen.
- 2. Dezember – Michael Wesley-Smith, neuseeländischer Schauspieler (Jack in der Jugendserie The Tribe) wird in Wellington geboren.
- 30. Dezember – Noley Thornton, US-amerikanische Schauspielerin wird geboren. Sie wird durch zahlreiche Serien etwa Beverly Hills, 90210 oder Star Trek: Deep Space Nine bekannt, ist aber außerhalb des Fernsehens 1993 durch die Verkörperung der Titelrolle in Heidi bekannt.

## Gestorben
- 16. März – Arthur Godfrey, US-amerikanischer Popmusiker, Radio- und Fernsehmoderator stirbt 79-jährig in New York City. Godfrey, dessen Radiokarriere in den frühen 1930er Jahren begann, moderierte 1945–1972 die von CBS produzierte Hörfunkreihe Arthur Godfrey Time.
- 19. Juli – Erik Ode, deutscher Schauspieler und Synchronsprecher stirbt 72-jährig in Kreuth, Oberbayern. Ode spielte 1969–1976 die Rolle des Kommissars Herbert Keller in der ZDF-Reihe Der Kommissar.
- 28. September – Dieter Seefranz österreichischer Fernsehjournalist, Schauspieler und Autor stirbt 42-jährig in Wien.